# Discorso indiretto libero
Il discorso indiretto libero è una procedura usata nei testi narrativi. Consiste in una variante del discorso indiretto, che fonde le modalità del discorso diretto e di quello indiretto in una forma ibrida.
L'espressione traduce il tedesco erlebte Rede, 'discorso rivissuto', e indica un discorso indiretto in cui siano stati eliminati i verbi reggenti (tipicamente verbi dichiarativi come "dire", "pensare", "chiedere", "ordinare" ecc.). È discorso indiretto in quanto passa attraverso la mediazione del soggetto riferente, ma mantiene stilemi e strutture grammaticali del discorso diretto. L'eliminazione delle virgolette o di altri segni che delimitino il discorso diretto fa sì che le voci dei personaggi risultino fuse con quella del narratore.
Nella narrativa più antica era soggetto ad un uso assai limitato. Fu invece caratteristico della letteratura realista del XIX secolo. È comunque tipico della lingua comune dell'oralità, in cui un narratore racconta dei fatti e dà voce alle persone coinvolte direttamente, mutando il proprio punto di vista.
Maestri di questo stile sono stati, nella letteratura europea, gli scrittori Gustave Flaubert e Jane Austen.
Nella letteratura italiana, questo tipo di discorso è stato ampiamente utilizzato nella  tecnica narrativa da Giovanni Verga. Ad esempio, all'inizio della novella Rosso Malpelo, Verga scrive:
Del resto, ella lo vedeva soltanto il sabato sera, quando tornava a casa con quei pochi soldi della settimana; e siccome era malpelo c'era anche a temere che ne sottraesse un paio di quei soldi...
Qui il discorso indiretto libero esprime il punto di vista della madre del protagonista.
Sempre il Verga, nel romanzo Mastro-don Gesualdo, scrive:
Egli invece non aveva sonno. Si sentiva allargare il cuore. Gli venivano tanti ricordi piacevoli. Ne aveva portate delle pietre sulle spalle, prima di fabbricare quel magazzino! E ne aveva passati dei giorni senza pane, prima di possedere tutta quella roba!
La parte sottolineata è un discorso indiretto libero, mancando il verbo introduttivo e la congiunzione subordinante.
Oppure ancora:
Ed anche la roba era fatta per lui, che pareva ci avesse la calamita.
Il discorso indiretto "non libero" sarebbe: "E dicevano che anche la roba...".
Luigi Pirandello, nella novella Ciàula scopre la luna, scrive:
Estatico, cadde a sedere sul suo carico, davanti alla buca. Eccola là, eccola là, la Luna.... C'era la luna! la luna!
La parte sottolineata è un esempio di discorso indiretto libero, il pensiero di Ciàula.